# Dictyna bispinosa
Dictyna bispinosa är en spindelart som beskrevs av Simon 1906. Dictyna bispinosa ingår i släktet Dictyna och familjen kardarspindlar.
Artens utbredningsområde är Myanmar. Inga underarter finns listade i Catalogue of Life.